# Liste der Bischöfe von Angoulême
Die folgenden Personen waren Bischöfe von Angoulême (Frankreich):
- um 260: Heiliger Ausone
- um 451: Dynamius
- um 508 – um 510: Aptonius I.
- 510–542: Lupicin
- 542–549: Aptonius II.
- um 566 – um 576: Maracharius
- um 576 – 577: Frontonius
- um 577 – um 580: Héraclius
- um 580: Nicaise
- um 616: Giboald
- um 625: Namatius
- um 750: Fredebert
- um 769: Laune I.
- um 788: Landebert
- um 800: Heiliger Saulve
- um 860 – 875: Elie I.
- 879 – 3. September 892: Oliba
- um 895: Anatole
- um 896: Godalbert
- 897–941: Gombaud
- um 950: Foucaud
- um 960: Ebbon
- um 965: Ramnulphe
- 21. März 973 – 993: Hugo I.
- um 995 – um 1018: Grimoald
- um 1019: Wilhelm I.
- um 1020 – um 1032: Rohon
- 1033: E. (?)
- um 1038 – um 1042: Gérard I. Malard
- 1043 – 20. September 1076: Wilhelm II. (Haus Taillefer)
- 1076–1101: Aimar (Haus Taillefer)
- 1101–1136: Gérard II.
- 1136 – 13. Juni 1148: Lambert
- 1148 – 12. August 1159: Hugues II. de La Rochefoucauld
- 1159–1182: Pierre I. de Laumont de Sainneville
- 1182 – um 1205: Jean I. de Saint-Val
- 1206 – 2. November 1227: Wilhelm III.
- 1228–1238: Johann II.
- 1241–1247: Raoul I.
- um 1247 – 1251: Pierre II.
- um 1251: R. (?)
- um 1252: Gérard III.
- 1252–1267: Robert I. de Montberon
- 1267–1268: Guillaume IV.
- 1268–1272: Robert II.
- 22. November 1272 – um 1274: Pierre III.
- 1275–1307: Guillaume V. (Haus Taillefer)
- 1308–1313: Foulques de La Rochefoucauld
- 1313–1315: Olivier
- 1315–1316: Jean III.
- um 1317 – 1328: Gaillard I. de Fougères
- 1328–1368: Aiglin de Blaye (Haus Taillefer)
- 1368–1378: Hélie II. de Pons
- um 1380 – 1384: Jean IV.
- um 1386 – 1390: Gaillard II.
- 1391–1414: Guillaume VI.
- 1415–1431: Jean V. Fleury
- um 1440 – 1465: Robert III. de Montberon
- 1465–1469: Geoffroi III. de Pompadour (danach Bischof von Périgueux)
- 1470–1479: Raoul II. du Fou (vorher Bischof von Périgueux)
- 1479–1493: Robert IV. von Luxemburg
- 1494–1502: Octavien de Saint-Gelais
- 29. April 1502 – 1505: Hugues III. de Baure
- 1506–1524: Antoine I. d’Estaing
- 1524–1526: Antoine II. de la Barre (dann Erzbischof von Tours)
- 1528 – 26. November 1532: Jacques I. Babou de La Bourdaisière
- 1533–1567: Philibert Kardinal Babou de La Bourdaisière
- 1572–1603: Charles de Bony
- 5. Juni 1608 – 24. Dezember 1634: Antoine III. de La Rochefoucauld
- 14. Juni 1637 – 1646: Jacques II. du Perron (dann Bischof von Evreux)
- 1646–1689: François I. de Péricard
- 1. November 1689 – 12. Januar 1737: Cyprien-Gabriel Benard de Rezay
- 1. Juni 1738 – 1753: François II. du Verdier
- 1753–1784: Joseph-Amédée de Broglie
- 18. Juli 1784 – 1791: Philippe-François d’Albignac de Castelnau
- 9. April 1791 – 26. Dezember 1792: Pierre Mathieu Joubert
- 1792–1802: vakant
- 1802–1823: Dominique Lacombe
- 1823–1842: Jean-Joseph-Pierre Guigou
- 1842–1850: René-François Régnier (dann Erzbischof von Cambrai und Kardinal)
- 1850–1872: Antoine-Charles Cousseau
- 1872–1891: Alexandre-Léopold Sebaux
- 1892–1899: Jean-Baptiste Frérot
- 1899–1900: Jean-Louis Mando
- 1901–1907: Joseph-François-Ernest Ricard (dann Erzbischof von Auch)
- 1907–1933: Henri-Marie Arlet
- 1933–1965: Jean-Baptiste Mégnin
- 1965–1975: René-Noël-Joseph Kérautret
- 1975–1993: Georges Rol
- 1993–2015: Claude Jean Pierre Dagens
- seit 2015: Hervé Gosselin